# Stanislav Drobný
Stanislav Drobný (12. července 1923 – 20. prosince 2013) byl politik, politický vězeň, předseda Konfederace politických vězňů České republiky.

## Životopis
Stanislav Drobný se narodil 12. července 1923 do rodiny středoškolského profesora, moravskoslezského zemského politika a úředníka Františka Drobného, kterého roku 1941 zatklo gestapo a v únoru roku 1942 byl umučen v Mauthausenu.
Po válce se Stanislav Drobný angažoval ve straně národně socialistické, v mládežnickém hnutí a ve Svazu protifašistických bojovníků.
Původním povoláním byl právník, absolvoval Právnickou fakultu Masarykovy univerzity v Brně. V roce 1948 byl zapsán ke studiu na Filozofické fakultě Masarykovy univerzity v Brně. Přestože jej vzápětí ze školy vyhodili, zájem o filozofii mu zůstal. I později byl vášnivým čtenářem, ze všeho nejraději četl a překládal pokoncilní teologickou literaturu, kterou si opatřoval zejména ve východním Německu. Vzhledem k velmi úzkému okruhu posluchačů v jeho okolí z jednoho překladu vznikl i samizdat.
Ze Stanislava Drobného za pomoc přátelům, kteří utíkali za hranice, objednání a předání analýzy domácí situace po únoru 1948 do zahraničí a korespondenci o vytvoření sítě zpravodajů o situaci v Československu učinily státní vyšetřovací orgány vůdce protistátní skupiny. Odvolací soud v roce 1949 přidal k desetiletému trestu za údajný zločin velezrady další tři roky. 13 let těžkého žaláře pak strávil v jáchymovských lágrech a nejtěžších věznicích v Československu. Byl vězněn v letech 1949 až 1962, absolvoval celý trest. Když byl ve vězení, zemřela mu matka. V 50. letech byl zavřen také jeho švagr a strýc.
Po propuštění z vězení se nemohl živit jako právník, a tak šel pracovat jako elektrikář do údržby a vystudoval si večerní elektroprůmyslovku. Za normalizace se musel znovu rekvalifikovat a až do penze (do důchodu odešel v šedesáti čtyřech letech) z něj byl revizní technik elektro a plynu.
Na sklonku 80. let se opět začal zapojovat do veřejného života. Domů nosil samizdaty, např. Lidové noviny a Informace o církvi, účastnil se setkání obnovující se Masarykovy společnosti.
Když se z vysílání zahraničního rozhlasu dozvěděl o rozehnání demonstrace na Národní třídě, už ani chvíli nezahálel. K němu domů chodila spousta jeho kamarádů, bývalých politických vězňů. Začal se angažovat v brněnském Občanském fóru a stále častěji jezdil se Zdeňkem Kesslerem do Prahy. Zakládali Konfederaci politických vězňů (angažuje se v ní od roku 1990, nejdřív jako předseda brněnské pobočky), prosazovali rehabilitace, restituce, občanské prověrky policie, lustrační zákony. Po gen. Rudolfu Pernickém se v létě 1991 stal druhým předsedou Konfederace politických vězňů a byl jím po dvanáct let, do roku 2003.
Po celá 90. léta byl stále na cestách. Věnoval nezměrnou energii podpoře a utváření základů demokratického řádu. S iniciativou ke vzniku zákona o protiprávnosti komunistického režimu objel mnoho desítek měst, která ji podpořila. Podporoval prozápadní zahraničně politickou orientaci naší země, vstup do NATO a EU. 
Stanislav Drobný často vystupoval nejen před bývalými politickými vězni, ale i na veřejnosti a postupně se častěji vyjadřoval i v médiích. Rozhodně podporoval ekonomickou transformaci a odmítal jakékoliv třetí cesty i v politickém uspořádání. Vždy ale zdůrazňoval, že kromě ekonomických reforem je nezbytná transformace celé společnosti, že je třeba, aby se uskutečnila obroda komunismem zdevastovaného morálního stavu našeho národa. Věděl, že zrůdnost totalitních režimů nespočívá v nějakém špatném pochopení zákonitostí vývoje, nýbrž v uplatnění ideologií, které chtějí člověka a společnost přetvořit k obrazu svému, odmítají jeho svobodu a obdivují násilí. Mluvil o jáchymovské lži, což je snaha zrelativizovat, zamlčet a vymazat zločinné působení komunismu. Vystupoval proti relativizaci hodnot ve společnosti a poukazoval na nebezpečí návratu falešných idejí, na kterých stál komunistický režim. Rozhodně bojoval proti oslavné propagaci komunistických zločinů a vylhaného obrazu poválečné minulosti. Kritizoval tyto tendence také v kultuře, a proto se postavil proti vysílání Třiceti případů majora Zemana ve veřejnoprávní televizi. V roce 2000 vydal prohlášení Komunismus do 21. století nepatří, ve kterém vyzval ke konečnému odstranění reziduí komunismu z našeho veřejného a politického života.
Byl mu udělen odznak účastníka III. odboje a odporu proti komunismu a za jeho působení ve prospěch svobody, demokracie a lidských práv mu prezident Václav Havel propůjčil Řád T. G. Masaryka.
K jeho devadesátinám mu brněnský biskup Vojtěch Cikrle udělil v srpnu 2013 medaili sv. Cyrila a Metoděje jako významné osobnosti brněnské diecéze.
Zemřel 20. prosince 2013.